# San Luis Potosí Open 2025
Il San Luis Potosí Open 2025 è stato un torneo maschile di tennis professionistico. È stata la 37ª edizione del torneo, facente parte della categoria Challenger 75 nell'ambito dell'ATP Challenger Tour 2025, con un montepremi di 100 000 $. Si è giocato dal 14 al 20 aprile 2025 sui campi in terra rossa del Club Deportivo Potosino di San Luis Potosí, in Messico.

## Partecipanti

### Teste di serie
| Nazionalità | Giocatore              | Ranking* | Testa di serie |
| ----------- | ---------------------- | -------- | -------------- |
| Australia   | James Duckworth        | 90       | 1              |
| Francia     | Adrian Mannarino       | 134      | 2              |
| Brasile     | Felipe Meligeni Alves  | 153      | 3              |
| Argentina   | Juan Pablo Ficovich    | 155      | 4              |
| Messico     | Rodrigo Pacheco Méndez | 224      | 5              |
| Cile        | Matías Soto            | 247      | 6              |
| Colombia    | Nicolás Mejía          | 257      | 7              |
| Germania    | Patrick Zahraj         | 273      | 8              |

* Ranking al 7 aprile 2025.

### Altri partecipanti
I seguenti giocatori hanno ricevuto una wild card per il tabellone principale:
- Rodrigo Alujas
- Alex Hernández
- Adrian Mannarino

I seguenti giocatori sono entrati in tabellone come alternate:
- Kiranpal Pannu
- Alfredo Perez
- Max Wiskandt

I seguenti giocatori sono passati dalle qualificazioni:
- Rafael de Alba
- Cannon Kingsley
- Dan Martin
- Miguel Tobón
- James Watt
- Tristan McCormick

Il seguente giocatore è entrato in tabellone come lucky loser:
- Felix Corwin

## Punti e montepremi
| Torneo    | Torneo              | V     | F     | SF    | QF    | 2T    | 1T  | Q | Q2  | Q1  |
| Singolare | Punti               | 75    | 44    | 22    | 12    | 6     | 0   | 4 | 2   | 0   |
| Singolare | Premi in denaro ($) | 9 880 | 5 820 | 3 450 | 2 000 | 1 165 | 720 | – | 360 | 185 |
| Doppio    | Punti               | 75    | 44    | 22    | 12    | –     | 0   | – | –   | –   |
| Doppio    | Premi in denaro ($) | 4 250 | 2 450 | 1 480 | 880   | –     | 500 | – | –   | –   |

## Campioni

### Singolare
James Duckworth ha sconfitto in finale  Max Wiskandt con il punteggio di 6–1, 6–1.

### Doppio
Ivan Liutarevich /  Marcus Willis hanno sconfitto in finale  Trey Hilderbrand /  Alfredo Perez con il punteggio di 6–3, 6–4.